# Gasparo Contarini

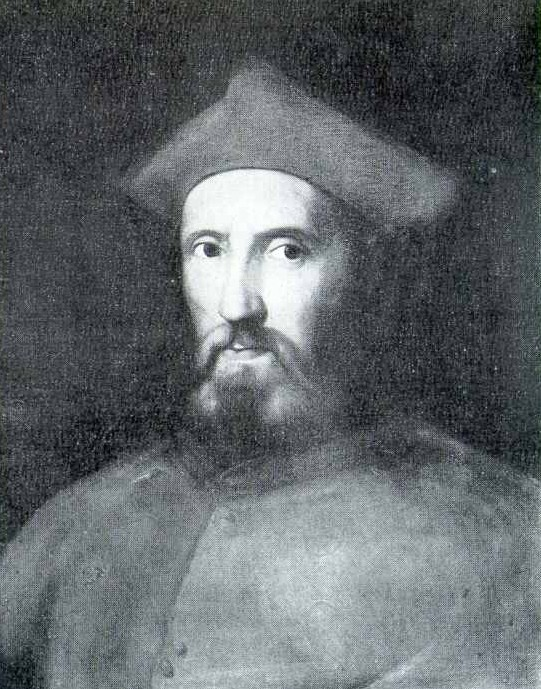
Gasparo Kardinal Contarini

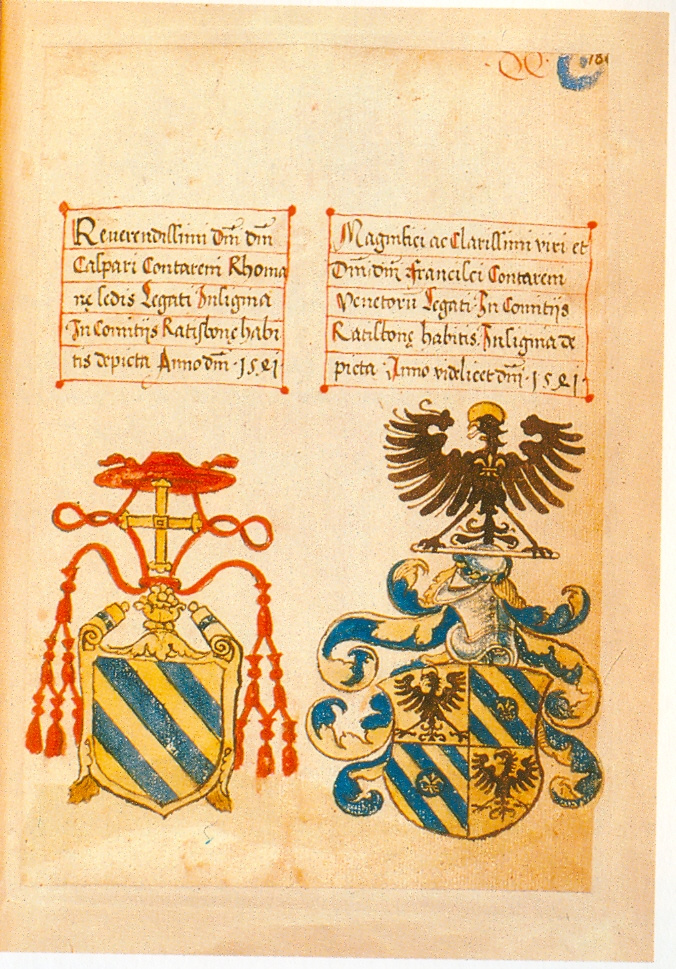
Kardinalswappen von Gasparro Contarini (links) im Ingeram-Codex

Gasparo Contarini (* 16. Oktober 1483 in Venedig; † 24. August 1542 in Bologna) war ein venezianischer Diplomat und später Kardinal der Römischen Kirche.

## Leben
Gasparo Contarini entstammte der venezianischen Adelsfamilie der Contarini und wurde vermutlich im Palazzo Contarini dal Zaffo geboren. Er studierte nach einer in Venedig verbrachten Schulzeit von 1501 bis 1509 an der Universität Padua die Fächer Griechisch, Mathematik, Philosophie und Theologie. Nach Abschluss seiner Studien kehrte er nach Venedig zurück und wurde dort als Mitglied des Großen Rates mit einem Amt betraut, das für die Verwaltung der Staatsschulden zuständig war. 1520 wurde als Vertreter Venedigs zum Reichstag zu Worms geschickt. Er war am Friedensschluss von 1523 mit Kaiser Karl V. beteiligt, den er anschließend auf seinen Reisen in die Niederlande, nach England und nach Spanien begleitete.
1525 kehrte er nach Venedig zurück und übernahm das Amt eines savio der terraferma. 1527 vertrat er die Republik bei der Heiligen Liga von Cognac, einem gegen die Vormachtbestrebungen des Kaisers gerichteten Bündnis, das jedoch in der Folge des Sacco di Roma auseinanderfiel. An dem Friedensschluss zwischen dem Kaiser und Venedig im Januar 1530 in Bologna war Contarini maßgeblich beteiligt. Nach seiner Rückkehr nach Venedig bekleidete er dort mehrere hohe Ämter.
Im Konsistorium vom 21. Mai 1535 wurde der Laie Contarini von Papst Paul III. zum Kardinal kreiert und kurz darauf erst zum Kardinaldiakon, dann zum Kardinalpriester der Titeldiakonie Santa Maria in Aquiro erhoben. Die niederen Weihen erteilte ihm Gian Carlo Carafa, später folgte die Priesterweihe. Noch im selben Jahr wurde er zum Kardinalpriester der Titelkirche San Vitale ernannt, ein Jahr später zum Bischof der Diözese Belluno. Die Bischofsweihe spendete ihm am 17. Februar 1538 in der Sixtinischen Kapelle Papst Paul III. selbst. Von besonderer Bedeutung war Kardinal Contarinis Berufung als Vorsitzender einer Kommission, die Vorschläge für eine innere Reform der Kirche erarbeiten sollte. Dieser Kommission gehörten unter anderem die Kardinäle Gian Carlo Carafa, der spätere Papst Paul IV., sowie Giovanni Morone, Reginald Pole, Pietro Bembo, Peter Martyr Vermigli und der Humanist Marcantonio Flaminio an. In dem von der Kommission erarbeiteten Dokument Consilium de emendanda ecclesia von 1537 wurde dem Papst geraten, seine Macht nicht zu missbrauchen, und den Bischöfen, ihre Diözesen und ihren Klerus besser zu überwachen. Die Empfehlungen verliefen jedoch im Sande. 1537 erhielt Kardinal Contarini die Titelkirche Santa Balbina, 1539 wechselte er zu Sant’ Apollinare.

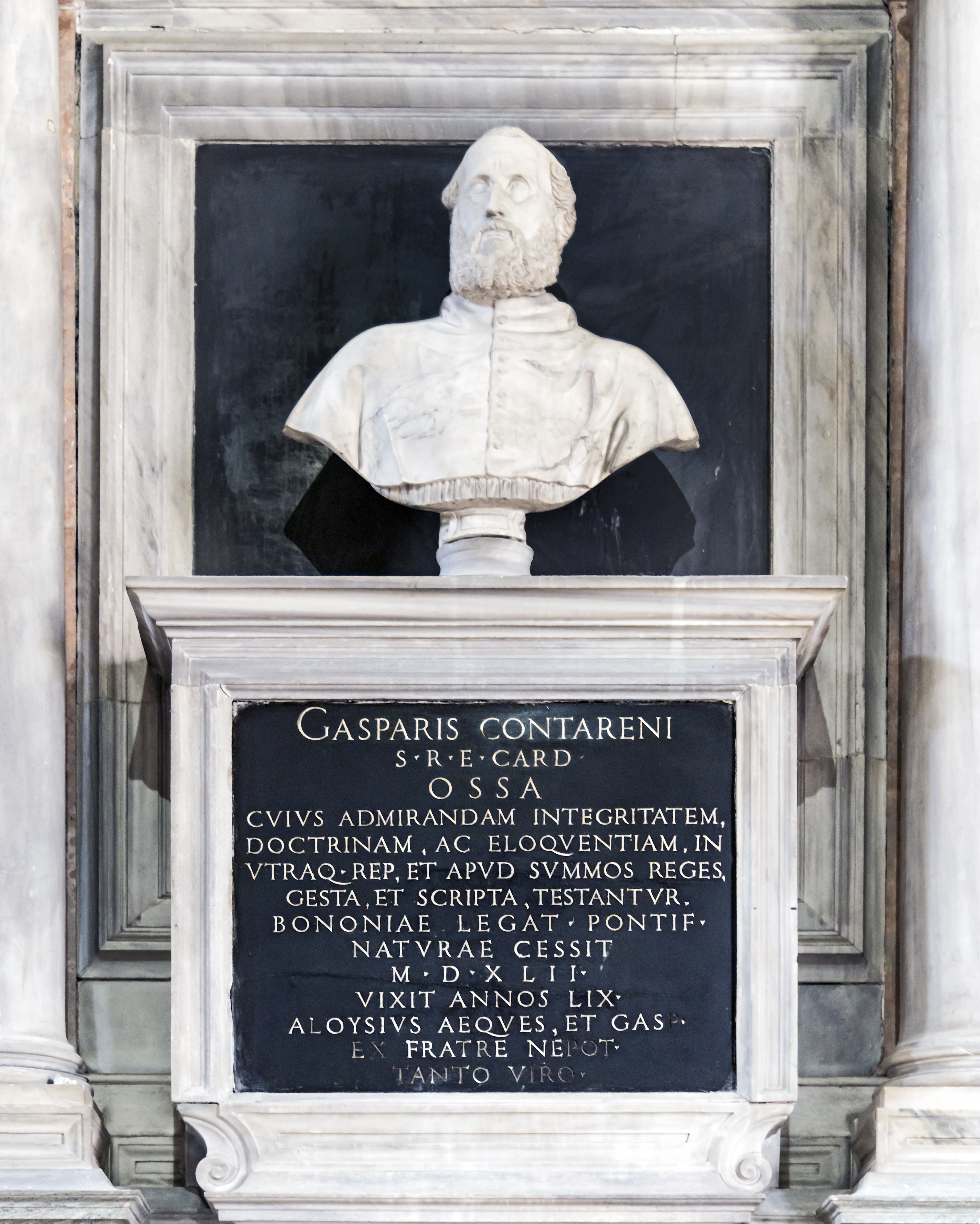
Contarinis Grab in Madonna dell’Orto

1541 wurde er auf ausdrücklichen Wunsch von Karl V. als päpstlicher Legat zum Regensburger Religionsgespräch entsandt, wo er ein Dokument über eine Einigung zwischen den Protestanten und den Katholiken vorbereiten sollte. Das Vorhaben erwies sich trotz aller Bemühungen und diplomatischer Geschicklichkeit von Contarini und Philipp Melanchthon, dem Vertreter der Protestanten, als hoffnungslos, da beide Parteien keine Einigung wollten. 1542, im Jahr seines Todes, wechselte er zur Titelkirche Santa Prassede.

## Werke

De republica Venetorum, 1626

- De magistratibus et republica Venetorum.
- De potestate Pontificis. 1529.
- Confutatio articulorum seu quaestionum Lutheri. nach 1530.
- Tractatus seu Epistola de iustificatione. 1541.
- De magistratibus et republica veneta. Paris 1543.
- De sacramentis christianae legis et catholicae ecclesiae. Florenz 1553.
- Opera. Paris 1571.

### Lexika
- C. Weizsäcker, Th. Brieger: Contarini, Gasparo. In: Realencyklopädie für protestantische Theologie und Kirche (RE). 3. Auflage. Band 4, Hinrichs, Leipzig 1898, S. 278–281.
- Francis Schaefer: Gasparo Contarini . In: Catholic Encyclopedia, Band  4, Robert Appleton Company, New York 1908.
- Friedrich Wilhelm Bautz: CONTARINI, Gasparo, Staatsmann und Kardinal. In: Biographisch-Bibliographisches Kirchenlexikon (BBKL). Band 1, Bautz, Hamm 1975. 2., unveränderte Auflage. Hamm 1990, ISBN 3-88309-013-1, Sp. 1119–1120 (Artikel/Artikelanfang im Internet-Archive).
- Klaus Ganzer: Contarini, Gasparo. In: Theologische Realenzyklopädie (TRE). Band 8, de Gruyter, Berlin / New York 1981, ISBN 3-11-008563-1, S. 202–206.
- Gigliola Fragnito: Contarini, Gasparo. In: Alberto M. Ghisalberti (Hrsg.): Dizionario Biografico degli Italiani (DBI). Band 28: Conforto–Cordero. Istituto della Enciclopedia Italiana, Rom 1983.

### Monografien
- Beccadelli: Vita del Cardinal Gasparo Contarini. Venedig 1832.
- Hubert Jedin: Kardinal Contarini als Kontroverstheologe (= Katholisches Leben und Kämpfen im Zeitalter der Glaubensspaltung. Bd. 9). Münster 1949.
- Manfred E. Welti: Kleine Geschichte der italienischen Reformation (= Schriften des Vereins für Reformationsgeschichte. Bd. 193). Mohn, Gütersloh 1985, ISBN 3-579-01663-6, S. 17–138 (Digitalisat in der Google-Buchsuche).
- Elisabeth G. Gleason: Gasparo Contarini: Venice, Rome, and Reform. University of California Press, Berkeley 1993.
- Claus Arnold: Die römische Zensur der Werke Cajetans und Contarinis (1558-1601). Grenzen der theologischen Konfessionalisierung. Ferdinand Schöningh, Paderborn 2008, ISBN 978-3-506-76437-9.